# Sepiadariidae
Sepiadariidae là một họ thân mềm trong bộ Sepiida.

## Phân loại
- Chi Sepiadarium
  - Sepiadarium auritum
  - Sepiadarium austrinum, southern bottletail squid
  - Sepiadarium gracilis
  - Sepiadarium kochi, tropical bottletail squid
  - Sepiadarium nipponianum
- Chi Sepioloidea
  - Sepioloidea lineolata, striped pyjama squid
  - Sepioloidea magna[1]
  - Sepioloidea pacifica, Pacific bobtail squid